# Luz silenciosa
Luz silenciosa (Stellet Licht en plautdietsch) es una película mexicana galardonada con el Ariel, escrita y dirigida por Carlos Reygadas. Es una coproducción mexicana, francesa y neerlandesa hablada principalmente en plautdietsch. Se estrenó en México el 12 de octubre de 2007.

## Argumento
Rodada en Cuauhtémoc, en el estado de Chihuahua, Luz silenciosa se ubica en una comunidad menonita, donde Johan, hombre casado y con varios hijos, sostiene una relación amorosa con otra mujer, transgrediendo las leyes de la religión que observa y las prácticas de la comunidad a la que pertenece.

## Reparto
- Cornelio Wall Fehr como Johan.
- Maria Pankratz como Marianne.
- Miriam Toews como Esther.
- Peter Wall como el padre.
- Jacobo Klassen como Zacarias.
- Elizabeth Fehr como la madre.

## Premios
| Año  | Premio                                      | Categoría                     | Nominación                                                   | Resultado                      |
| ---- | ------------------------------------------- | ----------------------------- | ------------------------------------------------------------ | ------------------------------ |
| 2008 | Premios Ariel                               | Mejor Película                | Luz Silenciosa                                               | Ganadora                       |
| 2008 | Premios Ariel                               | Mejor Dirección               | Carlos Reygadas                                              | Ganador                        |
| 2008 | Premios Ariel                               | Mejor Guion Original          | Carlos Reygadas                                              | Ganador                        |
| 2008 | Premios Ariel                               | Mejor Fotografía              | Alexis Sabe                                                  | Ganador                        |
| 2008 | Premios Ariel                               | Mejor Actriz                  | Miriam Toews                                                 | Nominada                       |
| 2008 | Premios Ariel                               | Mejor coactuación femenina    | Maria Pankratz                                               | Nominada                       |
| 2008 | Premios Ariel                               | Mejor sonido                  | Raúl Locatelli, Martín Hernández, Sergio Díaz y Jaime Baksht | Nominados                      |
| 2008 | Premios Ariel                               | Mejor edición                 | Natalia López                                                | Nominada                       |
| 2008 | Premios Ariel                               | Mejor vestuario               | Nohemí González                                              | Nominada                       |
| 2008 | Cine Ceará Festival Iberoamericano de Cine  | Mejor dirección               | Carlos Reygadas                                              | Ganador                        |
| 2008 | Cine Ceará Festival Iberoamericano de Cine  | Mejor Fotografía              | Alexis Sabe                                                  | Ganador                        |
| 2008 | Cine Ceará Festival Iberoamericano de Cine  | Mejor sonido                  | Raúl Locatelli, Martín Hernández, Sergio Díaz y Jaime Baksht | Ganadores                      |
| 2007 | Festival de Cannes                          | Premio del Jurado             | Carlos Reygadas                                              | Ganador; empate con Persépolis |
| 2007 | Festival de Cannes                          | Palma de Oro                  | Luz silenciosa                                               | Nominada                       |
| 2007 | Festival Internacional de cine de Chicago   | Mejor Película                | Carlos Reygadas                                              | Ganador                        |
| 2007 | Festival de Cine de La Habana               | Gran Coral - Primer Premio    | Carlos Reygadas                                              | Ganador                        |
| 2007 | Festival de Cine de La Habana               | Mejor dirección               | Carlos Reygadas                                              | Ganador                        |
| 2007 | Festival de Cine de La Habana               | Mejor Fotografía              | Alexis Sabe                                                  | Ganador                        |
| 2007 | Festival de Cine de La Habana               | Mejor sonido                  | Raúl Locatelli, Martín Hernández, Sergio Díaz y Jaime Baksht | Ganadores                      |
| 2007 | Festival Internacional de Cine de Estocolmo | Mejor guion                   | Carlos Reygadas                                              | Ganador                        |
| 2007 | Festival de cine iberoamericano de Huelva   | Mejor película iberoamericana | Carlos Reygadas                                              | Ganador                        |
| 2007 | Festival de cine iberoamericano de Huelva   | Mejor dirección               | Carlos Reygadas                                              | Ganador                        |

## Comentarios
Este filme ocupa el lugar 98 dentro de la lista de las 100 mejores películas mexicanas, según la opinión de 27 críticos y especialistas del cine en México, publicada por el portal Sector Cine en junio de 2020.